# Richard Barth
Pour les articles homonymes, voir Barth (homonymie).
Richard Barth, né le 5 juin 1850 à Grosswanzleben et mort le 25 décembre 1923 à Marbourg, est un violoniste virtuose, chef d'orchestre, professeur de musique et compositeur allemand, situé dans le cercle de Johannes Brahms. Il avait la particularité d'être gaucher. Sa Ciacona en si mineur, op. 21, composée en 1908, est conçue comme un fin hommage à la Chaconne de Bach, dans une technique d'après Paganini ainsi qu'en termes de tonalité.

## Biographie
Barth naît en Saxe, et de 1863 à 1867 étudie avec le célèbre violoniste Joseph Joachim. Barth, gaucher, utilise sa main gauche pour l'archet et de sa main droite pour les doigtés : il joue donc du violon « en miroir ». Néanmoins, il réussit en tant que violoniste et est engagé en tant que violon solo de l'orchestre de Munster, Krefeld et de Marbourg et à la tête un quatuor à cordes. Il est aussi un brillant professeur de musique. Il a été directeur musical de l'université de Marbourg avant de s'installer à Hambourg, où il est chef d'orchestre de la Philharmonie entre 1894 et 1904, et de la Singakademie. Il dirige le Conservatoire dès 1908. Il compose dans un style proche de celui de Brahms dont il a écrit une biographie : Johannes Brahms und seine Musik (1904).

## Sources
- Eric Wen, livret de l'enregistrement de Solo Chaconnes (de Bach, Barth et Max Reger) enregistré par Jennifer Koh (Cedille CDR 90000 060)
- Walter et Paula Rehberg, Johannes Brahms, Namenregister, p. 597
- (en) Gaynor G. Jones, « Barth, Richard », dans Oxford Music Online, Oxford University Press, 2001 (ISBN 9781561592630, lire en ligne)
- Nicolas Slonimsky, Alain Paris et Marie-Stella Paris, Dictionnaire biographique des musiciens, R. Laffont, 1995 (ISBN 2-221-06510-7, 978-2-221-06510-5 et 2-221-06787-8, OCLC 33096600, lire en ligne)